# HD 37367
HD 37367, nota nella nomenclatura delle stelle variabili come V433 Aurigae (V433 Aur), è una stella bianco-azzurra nella sequenza principale di magnitudine 5,99 situata nella costellazione dell'Auriga. Dista 1177 anni luce dal sistema solare.

## Osservazione
Si tratta di una stella situata nell'emisfero celeste boreale; grazie alla sua posizione non fortemente boreale, può essere osservata dalla gran parte delle regioni della Terra, sebbene gli osservatori dell'emisfero nord siano più avvantaggiati. Nei pressi del circolo polare artico appare circumpolare, mentre resta sempre invisibile solo in prossimità dell'Antartide. La sua magnitudine pari a 6 la pone al limite della visibilità ad occhio nudo, pertanto per essere osservata senza l'ausilio di strumenti occorre un cielo limpido e possibilmente senza Luna.
Il periodo migliore per la sua osservazione nel cielo serale ricade nei mesi compresi fra fine ottobre e aprile; nell'emisfero nord è visibile anche per un periodo maggiore, grazie alla declinazione boreale della stella, mentre nell'emisfero sud può essere osservata limitatamente durante i mesi dell'estate australe.

## Caratteristiche fisiche
La stella è una bianco-azzurra nella sequenza principale; possiede una magnitudine assoluta di -1,8 e la sua velocità radiale positiva indica che la stella si sta allontanando dal sistema solare. Si tratta anche di una stella B lentamente pulsante, che varia la sua luminosità di 0,04 magnitudini in un periodo di 4,6 giorni.